# Fulvio Pea
Fulvio Pea (Casalpusterlengo, 10 febbraio 1967) è un allenatore di calcio e dirigente sportivo italiano, direttore tecnico della nazionale albanese.

## Caratteristiche tecniche
Studioso del calcio, predilige come modulo il 3-5-2. Nonostante abbia lavorato al fianco di grandi tecnici come Simoni, Mazzarri, Mourinho, Benítez, Pea ha dichiarato di non imitare nessun allenatore, seppur abbia imparato molto da loro.

## Carriera

### Gli esordi
Fulvio Pea non ha mai giocato a calcio, ma ha iniziato ad allenare nel 1989, guidando le giovanili del Fanfulla. A Lodi rimane per sei anni, allenando per un anno gli esordienti, poi i giovanissimi e gli allievi.. Nel frattempo frequenta l'Università Cattolica di Milano e compie gli studi ISEF.
Successivamente passa all'Alcione a Milano, allenando la squadra giovanile. E lì che Pea impara ad utilizzare il modulo a zona, grazie ai consigli di Carlo Muraro, all'epoca coordinatore dell'Alcione.
Nel 1998 abbandona l'Alcione per gli esordienti dell'Inter che Pea guida per due anni. Durante la sua parentesi nerazzurra il tecnico conosce Gigi Simoni, che poi accompagnerà in alcune delle sue gestioni tecniche.
Pea passa la stagione 2000-2001 al comando delle giovanili del Ravenna, grazie a Salvatore Bagni. È qui che scopre il giovane Davide Santon, segnalandolo proprio all'Inter.

### Nello staff con Simoni
Dal 2001 al 2005 Pea fa costantemente parte dello staff di Gigi Simoni.
Con il tecnico di Crevalcore inizia la sua collaborazione in Bulgaria, al CSKA Sofia, infatti Fulvio Pea è il responsabile tecnico del settore giovanile. In questa stagione prende anche il patentino UEFA, e Simoni lo lascia alcune volte guidare la prima squadra, seppur sotto la sua osservazione.
È sempre il vice di Simoni tra il 2002 ed il 2005 all'Ancona, al Napoli, al Siena ed infine alla Lucchese.
Nel settembre del 2005, dopo che Simoni diventa il direttore tecnico della Lucchese, Pea diventa l'allenatore della prima squadra fino al gennaio del 2007, nella sua prima esperienza in una squadra professionistica. Sulla panchina toscana in 47 partite colleziona 19 vittorie, 15 pareggi e 13 sconfitte, prima di essere sostituito da Paolo Stringara.

### I titoli giovanili con Sampdoria ed Inter
Il 25 giugno 2007 Pea viene chiamato da Beppe Marotta ad allenare la primavera della Sampdoria che l'anno precedente era arrivata seconda in classifica. Il primo anno, con molti giovani come Vincenzo Fiorillo, Andrea Poli e Guido Marilungo riesce a conquistare, vincendo per 3-2, lo scudetto primavera in finale contro l'Inter dei futuri campioni d'Europa Santon e Balotelli, e successivamente la Coppa Italia Primavera contro l'Atalanta ai rigori.
L'estate successiva, dopo essere stato accostato a lungo alla panchina del Foggia, Pea guida la Sampdoria alla vittoria in Supercoppa italiana Primavera, sempre contro l'Atalanta ai rigori, vincendo tre titoli in un anno. Il 23 febbraio 2009 perde la finale del Torneo di Viareggio contro la Juventus, mancando l'ultimo titolo disponibile per i blucerchiati.
Nell'estate del 2009 sembra ad un passo dalla guida tecnica del Siracusa, quando però poi diventa l'allenatore della primavera dell'Inter. Il suo ritorno all'Inter è dovuto alla scelta di José Mourinho, che ha chiesto l'ingaggio del tecnico da parte di Massimo Moratti.
Il 19 maggio 2010 tra le file nerazzurre conquista, grazie ad una doppietta di Denis Alibec ai danni del Bayern Monaco, allo Stadio Alfredo Di Stéfano di Madrid la Champions Under-18 Challenge, ovvero una Champions League riservata alle giovanili. Il 7 marzo 2011 conquista anche il Torneo di Viareggio, battendo in finale a Livorno la Fiorentina per 2-0, mettendo in bacheca l'ultimo trofeo giovanile che gli mancava.

### In Serie B con il Sassuolo, Padova e Juve Stabia
Il 10 giugno 2011 Pea accetta l'offerta del Sassuolo come allenatore per la Serie B. Prima di andarsene, ha pubblicamente ringraziato la società nerazzurra. Con i neroverdi fa il suo esordio il 27 agosto 2011 battendo la Nocerina per 3-1.
Nelle prime 5 giornate colleziona quattro vittorie ed una sola sconfitta, che fanno degli emiliani la capolista solitaria in serie cadetta. Nelle partite seguenti la sua squadra continua a stupire e a rimanere stabilmente ai vertici della classifica. Pea riceve così anche i complimenti di José Mourinho che lo volle fortemente all'Inter. Alla fine il Sassuolo arriva terzo in campionato e perde la semifinale dei play-off con la Sampdoria.
Il 10 giugno 2012 diventa ufficialmente il nuovo allenatore del Padova legandosi alla società biancoscudata per un anno. Il 17 dicembre, dopo la sconfitta in casa con il Sassuolo e dopo 19 partite dove colleziona 7 vittorie, 7 pareggi e 5 sconfitte, viene esonerato e sostituito da Franco Colomba. A seguito dell'esonero di quest'ultimo viene richiamato alla panchina del Padova il 20 marzo 2013 e conclude il campionato all'11º posto con 53 punti. Il 3 luglio viene sostituito sulla panchina biancoscudata da Dario Marcolin.
Il 24 novembre seguente viene chiamato ad allenare la Juve Stabia, ultima in Serie B con 7 punti in 15 partite. Pea, che porta con sé Andrea Tarozzi come vice e Arturo Gerosa come preparatore atletico, viene presentato il giorno seguente nella sala stampa dello Stadio Menti.
Il 22 febbraio 2014 viene sollevato dall'incarico dopo il pareggio per 1-1 in casa contro il Cittadella.

### Monza
Il 12 giugno seguente viene annunciato il suo ingaggio da parte del Monza in Lega Pro. Dopo essere riuscito a salvare la squadra ai play-out sconfiggendo il Pordenone, un'impresa considerando la società sull'orlo del fallimento con nessun stipendio pagato, il 12 giugno 2015, rescinde anticipatamente il contratto che lo legava per un altro anno alla squadra lombarda rinunciando anche all'80% degli stipendi arretrati..

### Cremonese
Il 21 giugno 2015 diventa il nuovo mister della Cremonese, con cui firma un contratto annuale; il 26 gennaio 2016 è sollevato dall'incarico dopo tre pareggi consecutivi con la squadra a metà classifica.

### Pro Piacenza
Il 5 luglio seguente viene ufficializzato come nuovo tecnico del Pro Piacenza. Dopo aver terminato il campionato all'undicesimo posto, il 14 giugno 2017, rinnova per la stagione successiva. Viene esonerato il 15 aprile 2018.

### Dirigente di Livorno ed esperienza cinese
Nel luglio 2019 diventa responsabile del settore giovanile dello Jiangsu Suning, club cinese il cui proprietario è lo stesso dell'Inter, dopo aver ricoperto lo stesso ruolo al Livorno.
Il 19 aprile 2021, dopo lo smantellamento dello Jiangsu, viene ufficializzato come nuovo allenatore del Nanjing Chengshi, club della secondo livello cinese.

### Hebăr Pazardžik
Il 16 giugno 2022 firma per i bulgari del Hebăr Pazardžik neopromosso nel primo livello bulgaro.

## Statistiche

### Statistiche da allenatore
Statistiche aggiornate al 30 agosto 2022.
| Stagione            | Squadra             | Campionato          | Campionato | Campionato | Campionato | Campionato | Coppe nazionali | Coppe nazionali | Coppe nazionali | Coppe nazionali | Coppe nazionali | Coppe continentali | Coppe continentali | Coppe continentali | Coppe continentali | Coppe continentali | Altre coppe | Altre coppe | Altre coppe | Altre coppe | Altre coppe | Totale | Totale | Totale | Totale | % Vittorie | Piazzamento     |
| Stagione            | Squadra             | Comp                | G          | V          | N          | P          | Comp            | G               | V               | N               | P               | Comp               | G                  | V                  | N                  | P                  | Comp        | G           | V           | N           | P           | G      | V      | N      | P      | %          | Piazzamento     |
| ------------------- | ------------------- | ------------------- | ---------- | ---------- | ---------- | ---------- | --------------- | --------------- | --------------- | --------------- | --------------- | ------------------ | ------------------ | ------------------ | ------------------ | ------------------ | ----------- | ----------- | ----------- | ----------- | ----------- | ------ | ------ | ------ | ------ | ---------- | --------------- |
| 2006-gen. 2007      | Lucchese            | C1                  | 20         | 8          | 7          | 5          | CI+CI-C         | 1+4             | 0+4             | 0+0             | 1+0             | -                  | -                  | -                  | -                  | -                  | -           | -           | -           | -           | -           | 25     | 12     | 7      | 6      | 48,00      | Eson.           |
| 2011-2012           | Sassuolo            | B                   | 42+2       | 22         | 14+1       | 6+1        | CI              | 2               | 1               | 1               | 0               | -                  | -                  | -                  | -                  | -                  | -           | -           | -           | -           | -           | 46     | 23     | 16     | 7      | 50,00      | 3º              |
| 2012-2013           | Padova              | B                   | 29         | 9          | 12         | 8          | CI              | 2               | 0               | 1               | 1               | -                  | -                  | -                  | -                  | -                  | -           | -           | -           | -           | -           | 31     | 9      | 13     | 9      | 29,03      | Eson., Sub. 11° |
| nov. 2013-mar. 2014 | Juve Stabia         | B                   | 11         | 1          | 5          | 5          | CI              | -               | -               | -               | -               | -                  | -                  | -                  | -                  | -                  | -           | -           | -           | -           | -           | 11     | 1      | 5      | 5      | &9,09      | Sub., Eson.     |
| 2014-2015           | Monza               | LP                  | 38+2       | 11+2       | 12         | 15         | CI+CI-LP        | 2+1             | 1+0             | 1+1             | 0+0             | -                  | -                  | -                  | -                  | -                  | -           | -           | -           | -           | -           | 43     | 14     | 14     | 15     | 32,56      | 16°             |
| 2015-gen. 2016      | Cremonese           | LP                  | 19         | 5          | 10         | 4          | CI+CI-LP        | 1+1             | 0+1             | 1+0             | 0+0             | -                  | -                  | -                  | -                  | -                  | -           | -           | -           | -           | -           | 21     | 6      | 11     | 4      | 28,57      | Eson.           |
| 2016-2017           | Pro Piacenza        | LP                  | 38         | 15         | 6          | 17         | CI-LP           | 3               | 1               | 1               | 1               | -                  | -                  | -                  | -                  | -                  | -           | -           | -           | -           | -           | 41     | 16     | 7      | 18     | 39,02      | 11°             |
| 2017-apr. 2018      | Pro Piacenza        | C                   | 33         | 9          | 8          | 16         | CI+CI-C         | 1+1             | 0+0             | 0+0             | 1+1             | -                  | -                  | -                  | -                  | -                  | -           | -           | -           | -           | -           | 35     | 9      | 8      | 18     | 25,71      | Eson.           |
| Totale Pro Piacenza | Totale Pro Piacenza | Totale Pro Piacenza | 71         | 24         | 14         | 33         |                 | 5               | 1               | 1               | 3               |                    | -                  | -                  | -                  | -                  |             | -           | -           | -           | -           | 76     | 25     | 15     | 36     | 32,89      |                 |
| 2021                | Nanjing Chengshi    | CLO                 | 34         | 12         | 9          | 13         | CC              | 1               | 0               | 0               | 1               | -                  | -                  | -                  | -                  | -                  | -           | -           | -           | -           | -           | 35     | 12     | 9      | 14     | 34,29      | 10°             |
| lug.-set. 2022      | Hebăr Pazardžik     | A-PFG               | 11         | 2          | 1          | 8          | CB              | -               | -               | -               | -               | -                  | -                  | -                  | -                  | -                  | -           | -           | -           | -           | -           | 11     | 2      | 1      | 8      | 18,18      | [ 37 ]          |
| Totale carriera     | Totale carriera     | Totale carriera     | 279        | 96         | 85         | 98         |                 | 20              | 8               | 6               | 6               |                    | -                  | -                  | -                  | -                  |             | -           | -           | -           | -           | 299    | 104    | 91     | 104    | 34,78      |                 |

## Palmarès

### Allenatore

#### Club

##### Competizioni giovanili
- Campionato Primavera: 1

Sampdoria: 2007-2008
- Coppa Italia Primavera: 1

Sampdoria: 2007-2008
- Supercoppa Primavera: 1

Sampdoria: 2008
- Champions Under-18 Challenge:   1

Inter: 2010
- Torneo di Viareggio: 1

Inter: 2011